# ایندیو (بازیکن فوتبال، زاده ۱۹۷۹)
خوزه ساتیرو دو ناسیمنتو (به پرتغالی: José Sátiro do Nascimento) مدافع اهل برزیل است که در شهر Palmeira dos Índios و در تاریخ ۳ آوریل ۱۹۷۹ به دنیا آمده‌است.
خوزه ساتیرو دو ناسیمنتو در تیم‌های فوتبال کورینتیانس سابقهٔ حضور دارد.